# Carol Dwecková
Carol S. Dwecková (* 17. října 1946) je americká vědkyně v oboru psychologie osobnosti, sociální a vývojové psychologie. Vystudovala Yaleovu univerzitu a působí na Stanfordově univerzitě. Je členkou Americké akademie umění a věd. Publikuje v časopisech The New Yorker a Time nebo v denících New York Times a Washington Post. Je autorkou konceptu „nastavení mysli“ (anglicky mindset), který popsala v knize Mindset: The New Psychology of Success z roku 2007. Publikace se stala bestsellerem, prodalo se přes milion výtisků. Kniha vyšla také česky jako Nastavení mysli: Nová psychologie úspěchu aneb naučte se využít svůj potenciál (2015, Jan Melvil Publishing).

## Vzdělání a kariéra
Dwecková vystudovala v roce 1967 Barnard College a získala titul Ph.D. na Yaleově univerzitě v roce 1972. Vyučovala na Kolumbijské univerzitě, Harvardově univerzitě a Illinoiské univerzitě. Od roku 2004 působí na Stanfordově univerzitě.
Od začátku své kariéry se zajímala o lidi a o to, „proč dělají to, co dělají“. Jedenáct let strávila na Illinoiské univerzitě studiem toho, proč lidé reagují na selhání odlišně a co to znamená pro jejich budoucí úspěch. V roce 2012 uvedla: „Fascinovalo mě, jak se lidé vypořádávají s neúspěchem nebo překážkami.“

## Koncept nastavení mysli (mindset)
Dwecková se zaměřuje na studium motivace, osobnosti a rozvoje. Zjistila, že lidé tíhnou ke dvěma základním nastavením mysli: k fixnímu a růstovému. Ten, který převládá, ovlivňuje jejich úspěšnost. Někteří lidé věří, že úspěch je založen na vrozené schopnosti, a tíhnou k fixnímu nastavení mysli. Jiní věří, že úspěch je založen na tvrdé práci, učení, tréninku a trpělivosti, a mají růstové nastavení mysli. Lidé, kteří mají fixní nastavení mysli, se vyhýbají výzvám, zatímco lidé s růstovým nastavením mysli k výzvám tíhnou. Lidé s fixním nastavením mysli se snadno vzdávají, zatímco lidé s růstovým nastavením mysli se k překážkám stavějí čelem.

## KnihaNastavení mysli
Dwecková shrnula své poznatky v knize Nastavení mysli: Nová psychologie úspěchu aneb naučte se využít svůj potenciál. Vysvětluje zde nejen koncept nastavení mysli, ale ukazuje, jak nastavení změnit, motivovat se k učení a houževnatosti, které jsou podle ní základem úspěchu ve všech oblastech života. Svá tvrzení opírá o desítky let vědeckého výzkumu, na jehož základě věří, že lidé na sobě mohou stále pracovat a potom jsou úspěšnější než ti, kteří si myslí, že schopnosti jsou vrozené nebo dané. Navzdory svým dispozicím se lidé mohou během života změnit. 

## Kritika
Nezávislé studie ale ukazují, že je její teorie mylná a motivace nemá vliv.